# Мустанг (фильм, 2015)
«Мустанг» (тур. Mustang) — фильм 2015 года турецко-французского режиссёра Дениз Гамзе Эргювен, снятый в совместном международном производстве. Представлен в программе «Двухнедельник режиссёров» на Каннском кинофестивале 2015 года, где получил награду Europa Cinemas Label Award. Это первая полнометражная лента Дениз Гамзе Эргювен.

## Описание
В начале лета в северном турецком поселке пятеро сестёр возвращаются домой из школы, невинно играя с ребятами. Однако эти игры из-за их якобы безнравственности вызывают скандал с неожиданными последствиями. Семейный дом стремительно превращается в тюрьму, обучение хозяйству заменяет школу, в ход идёт даже сватовство. Однако свободолюбивые сёстры находят пути исправления своего положения несмотря на давление окружающих.

## В ролях
- Гюнеш Шенсой — Лале
- Дога Зейнеп Догушлу — Нур
- Элит Ишчан — Эдже
- Тугба Сунгуроглу — Сельма
- Илайда Акдоган — Сонай
- Нихал Колдаш — бабушка
- Айберк Пекджан — Эрол
- Бурак Йигит — Ясин

## Признание
- 2015 — приз Label Europa Cinemas на Каннском кинофестивале, а также номинация на премию «Золотая камера».
- 2015 — 5 призов Вальядолидского кинофестиваля: приз «Серебряный колос», приз ФИПРЕССИ, приз зрительских симпатий, приз молодёжного жюри, приз имени Пилар Миро за лучший режиссёрский дебют.
- 2015 — приз зрительских симпатий за лучший повествовательный фильм на иностранном языке на Чикагском кинофестивале.
- 2015 — Гран-при и приз за лучшую режиссуру на Одесском кинофестивале.
- 2015 — приз за лучший сценарий на Стокгольмском кинофестивале.
- 2015 — премия Европейской киноакадемии за европейское открытие года (Дениз Гамзе Эргювен), а также номинация в категории «Лучший европейский фильм» (Дениз Гамзе Эргювен, Шарль Жиллибер).
- 2015 — приз «Свобода выражения» Национального совета кинокритиков США.
- 2016 — номинация на премию «Оскар» за лучший фильм на иностранном языке.
- 2016 — номинация на премию «Золотой глобус» за лучший фильм на иностранном языке[7].
- 2016 — номинация на премию BAFTA за лучший неанглоязычный фильм.
- 2016 — 4 премии «Сезар»: лучший дебютный фильм (Дениз Гамзе Эргювен, Шарль Жиллибер), лучший оригинальный сценарий (Дениз Гамзе Эргювен, Алис Винокур), лучшая оригинальная музыка (Уоррен Эллис), лучший монтаж (Матильда ван де Мортел). Кроме того, лента получила 5 номинаций: лучший фильм (Дениз Гамзе Эргювен, Шарль Жиллибер), лучший режиссёр (Дениз Гамзе Эргювен), лучшая операторская работа (Давид Шизалле), лучшие костюмы (Дениз Созан), лучший звук.
- 2016 — премия «Гойя» за лучший европейский фильм (Дениз Гамзе Эргювен).
- 2016 — номинация на Премию британского независимого кино за лучший международный независимый фильм.
- 2016 — номинация на премию «Независимый дух» за лучший международный фильм (Дениз Гамзе Эргювен).
- 2016 — номинация на премию «Спутник» за лучший фильм на иностранном языке.
- 2017 — номинация на премию «Золотой жук» за лучший иностранный фильм (Дениз Гамзе Эргювен).